# Gudnja
Gudnja je arheološki lokalitet (špilja) kraj Stona na poluotoku Pelješcu. Naslage kulturnih slojeva (6 m) datiraju od ranoga neolitika do srednjega brončanog doba. Najstariji neolitički sloj (keramika ukrašena otiscima školjaka, prsta i nokta) pripada kulturi impresso-keramike, slijedi posebno izdvojena prijelazna faza iz ranog u srednji neolitik (urezana i slikana keramika) te kasna neolitička hvarska kultura. Eneolitički sloj karakteriziraju keramika s kanelirama kao dio hvarske kulture i njezin završni stupanj te keramika koja se veže uz razvijeni eneolitik. Brončanodobno razdoblje zastupljeno je nalazima cetinske kulture.